# Laguiole (kaas)
De Laguiole (uit te spreken als Lai-ole) is een Franse kaas, die zijn naam dankt aan het gelijknamige plaatsje op het plateau van Aubrac, een hoogvlakte tussen de 800 en 1500 meter in de Aveyron.
De Laguiole heeft sinds 1961 het AOC-keurmerk, de melk voor de kaas moet komen uit het vast omschreven gebied in de grensstreek van de Aveyron, de Cantal en de Lozère. De koeien die de melk leveren mogen alleen van de rassen Simmental of Aubrac zijn, en ze moeten ten minste 120 dagen per jaar buiten zijn, gevoed worden met uitsluitend de vegetatie van de Aubrac. De specifieke vegetatie van de Aubrac is rijk gevarieerd, dit maakt dat de melk en dus ook de kaas van opmerkelijk niveau zijn. Gebruik van kuilvoer of zelfs ingekuilde maïs is dan ook streng verboden.

Het recept voor de Laguiole is door in de 19e eeuw door monniken in die streek ontwikkeld.
Voor de kaas wordt de rauwe, volle, onbewerkte melk gebruikt, normalisatie (aanpassen naar een standaard vetgehalte) is verboden. De kaasproductie begint met het stremmen, het snijden en vervolgens het in de vormen persen van de kaas. Na 12-24 uur wordt de kaas opnieuw vermalen en wordt de kaasmassa gezouten. In vormen met speciaal kaasdoek belegd wordt de kaas vervolgens langdurig (twee dagen) en progressief (onder toenemende druk) nogmaals geperst. De rijping duurt hierna minimaal vier maanden tot maximaal twaalf maanden.
De kaas heeft een dikke, natuurlijke korst, lichtoranje (jonge kaas) tot amber-bruin (oude kaas) van kleur. De kaasmassa is soepel en stevig, de kleur bleekgeel. De smaak is smeuïg, de kaas heeft wel wat weg van de Cantal.